# 比藏西 (阿登省)
比藏西（法語：Buzancy，法語發音：[byzɑ̃si]）是法国阿登省的一个市镇，位于该省东南部，属于武济耶区和阿登阿戈讷市镇公共社区，其市镇面积为22.67平方公里，2022年1月1日时人口数量为381人。
比藏西是阿登阿戈讷市镇公共社区的组成部分，连接蒙梅迪和武济耶的公路由此通过。

## 行政
比藏西的邮政编码为08240，INSEE市镇编码为08089。

## 地理

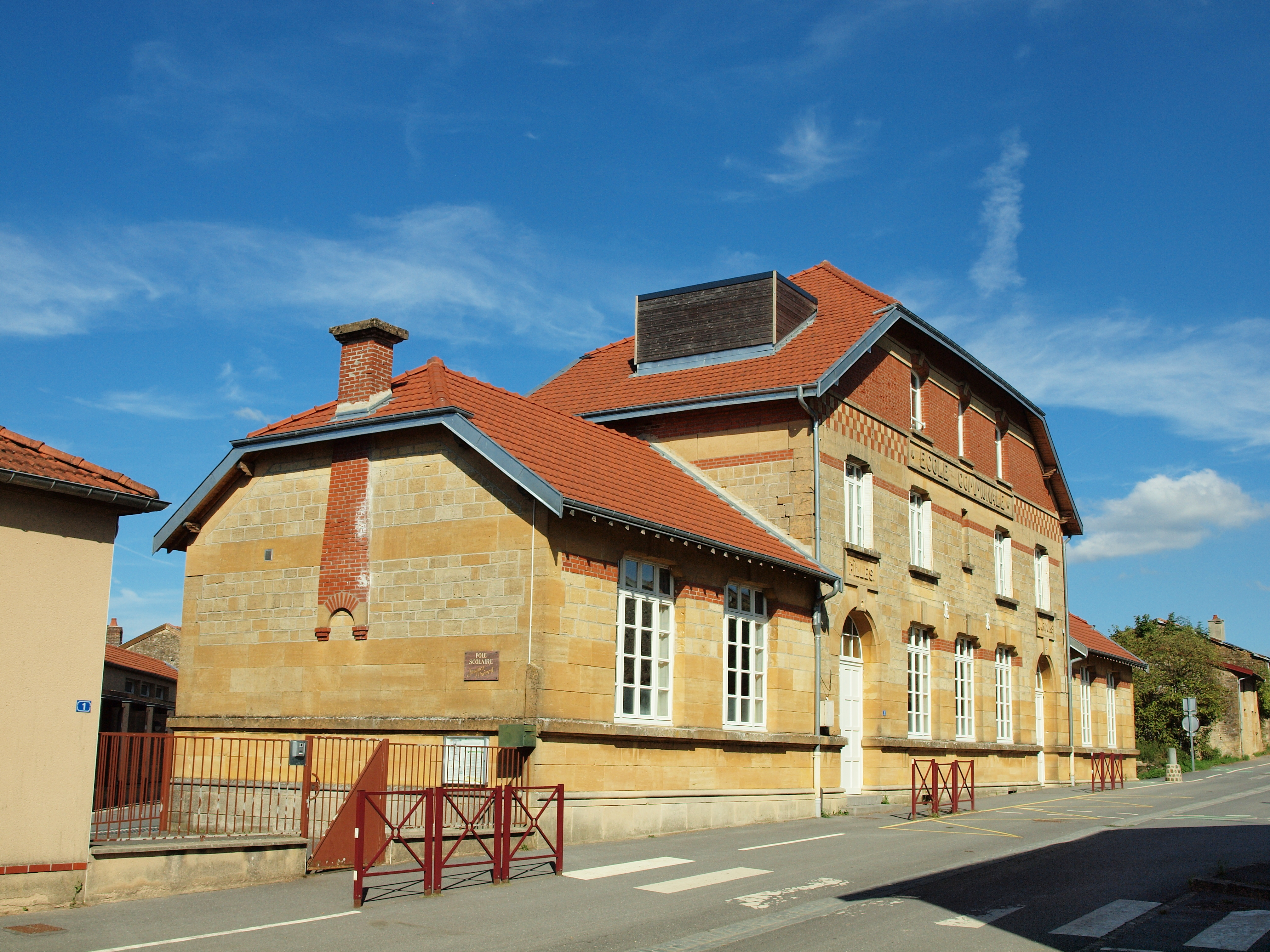
比藏西市政学校

比藏西（49°25'34"N, 4°57'18"E）位于法国东北部，大东部大区西北和阿登省东南部。
与比藏西接壤的市镇包括：巴尔莱比藏西、巴永维尔、福塞、阿里库尔、伊梅库尔、努阿尔、泰诺尔格、韦尔佩勒、贝尔努瓦堡。
伊德斯河（La Hideuse）流经境内，属于塞纳河流域。境内以平原和浅丘为主，镇中心地势平坦，全境海拔在166至291米之间。
按照柯本气候分类法，比藏西属于温带海洋性气候，但因海拔较高且距离海岸线较远而存在一定的大陆性特征。

## 历史
比藏西历史上长期为一普通村落，中世纪出现教堂，法国大革命后成为一个市镇。

## 交通
阿登省省道D6线、D12线、D24线、D155线和D947线经过比藏西境内。

## 政治
现任比藏西市长为利奥波德·德西雷·南吉先生（Léopold Désiré Nanji）。

## 人口
| 年份   | 1936  | 1946  | 1954 | 1962 | 1968 | 1975 | 1982 | 1990 | 1999 | 2004 | 2009 | 2014 | 2018 |
| ------ | ----- | ----- | ---- | ---- | ---- | ---- | ---- | ---- | ---- | ---- | ---- | ---- | ---- |
| 人口數 | 1,073 | 1,019 | 491  | 461  | 450  | 451  | 470  | 446  | 411  | 389  | 372  | 338  | 359  |

## 社会
比藏西境内有一处国家宪兵队，境内西部有一处足球场。

## 景观

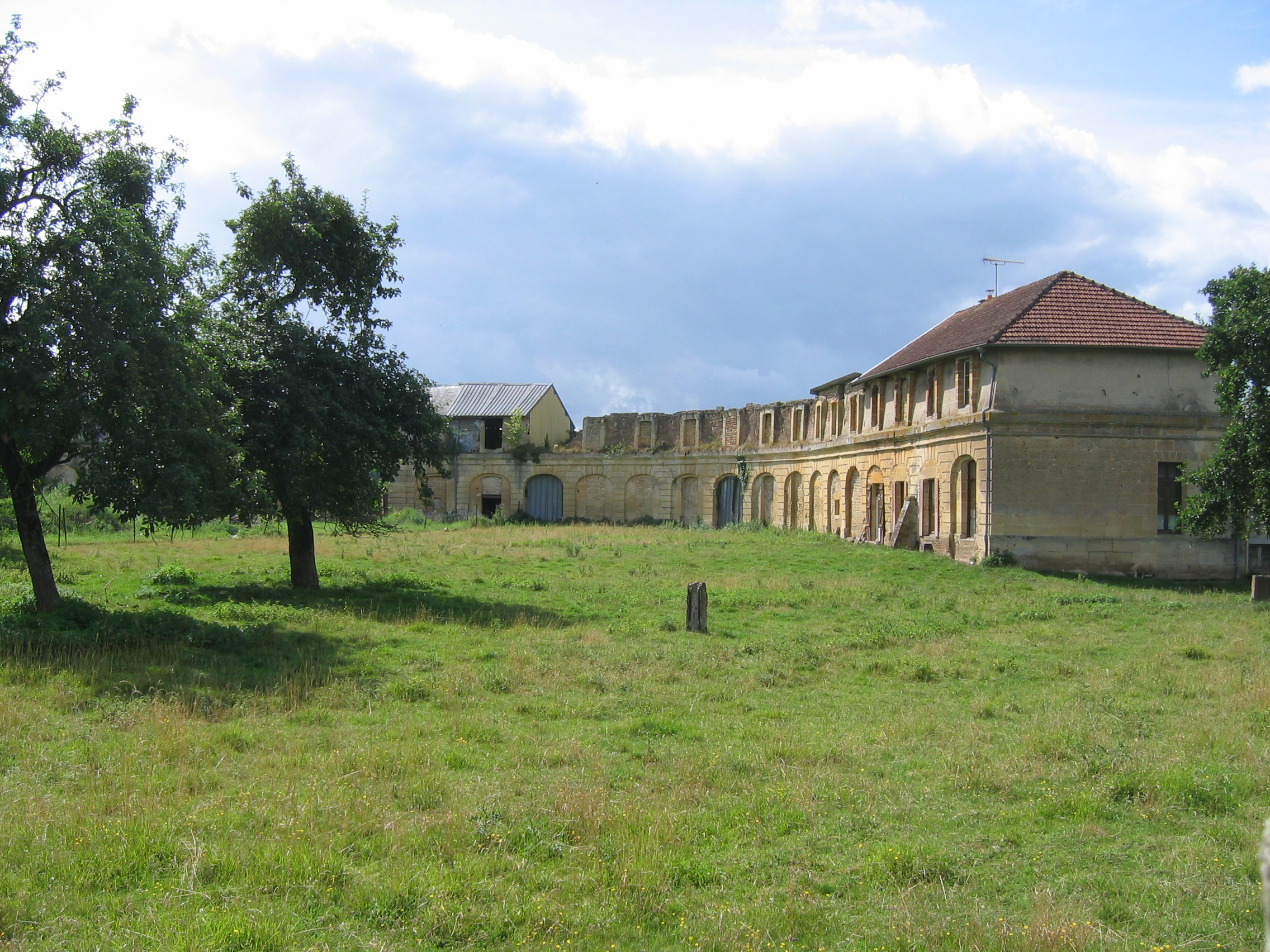
比藏西城堡遗址

比藏西圣日耳曼教堂是当地的代表性建筑物，自1920年起被列入法国国家文物保护单位。此外比藏西境内有一处城堡遗址。

## 相关人物
法国医学家奥古斯丁·吉尔贝出生于比藏西。